# Hockey Club Aosta
L'Hockey Club Aosta, già Hockey Club Aosta Gladiators e dal 2023 al 2024 Ares Sport per motivi di sponsorizzazione, è una squadra di hockey su ghiaccio di Aosta che milita nella Italian Hockey League.

## Storia
La società è nata nel 2009 come Hockey Club Aosta Gladiators, dieci anni dopo lo scioglimento dell'Hockey Club CourmAosta (squadra a sua volta nata nel campionato 1989-90 dalla fusione tra HC Courmayeur e il vecchio HC Aosta), e subito dopo la chiusura dell'attività dell'unica squadra valdostana rimasta, Les Aigles du Mont Blanc, che come il CourmAosta aveva sede a Courmayeur, anziché ad Aosta.
Dopo alcuni campionati disputati in maniera discontinua nella terza serie, nel campionato 2023-2024 la squadra, in quell'anno denominata "Ares Sport" per motivi di sponsorizzazione, vince il titolo di terza serie e viene promossa in Italian Hockey League.
Il 24 giugno 2024 viene annunciata la nascita della nuova squadra, che cambia nuovamente nome, da "Ares Sport" a "Hockey Club Aosta" e che vede un aggiornamento nei colori societari oltre che un nuovo logo. Nella stagione 2024/25, l'Aosta neopromosso iscrive la prima squadra nell'IHL, mentre mantiene una squadra riserve in IHL - Division I (la terza serie del torneo nazionale). Contestualmente viene annunciata la costruzione di un nuovo stadio del ghiaccio a partire dal 2026.

## Palmarès

### Competizioni nazionali
- Serie C: 1

2023-2024